# Bekkelaget kirke
Bekkelaget kirke är belägen i Bekkelaget i stadsdelen Nordstrand i Oslo i Norge.

## Kyrkobyggnaden
Kyrkan uppfördes efter ritningar av arkitekt Harald Bødtker. Grundstenen lades år 1921 och den 27 maj 1923 invigdes kyrkan av biskop Johan P. Lunde.
Byggnaden består av ett långhus med nord-sydlig orientering. Vid södra kortsidan finns koret och vid norra kortsidan finns ingång och kyrktorn.
Omgivande kyrkogård invigdes år 1937 och har sedan dess utvidgats.

## Inventarier
- Nuvarande orgel med 21 stämmor är byggd av Robert Gustavsson Orgelbyggeri och tillkom år 1986.
- I tornet hänger två kyrkklockor som är gjutna av Olsen Nauen Klokkestøperi.
- Predikstolen står i korbågens vänstra sida.
- Altartavlan är en freskmålning som skildrar Kristi återkomst.